# Sadatsuna
Sadatsuna (貞綱) war ein japanischer Schwertschmied.

## Beschreibung
Sadatsuna lebte in der Provinz Iwami, genauer in der Region Sekishu, in der Namboku-chõ Zeit (南北朝時代 von 1336 bis 1392). Seine Schmiedekunst lässt sich keiner der 5 Gokaden zuordnen, wird also als Wakimono (脇物, dt. etwa: „Nebenschule“).

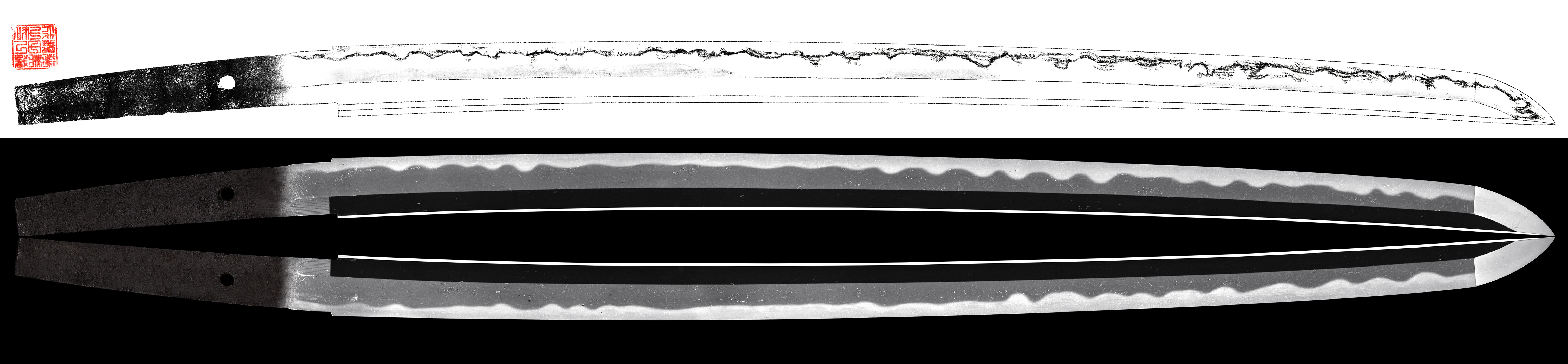
Oshigata eines Katana, das Sadatsuna von der NBTHK zugeschrieben wurde

Er ist der Sohn von Shodai Sekushi Naotsuna, der selbst als Schüler Masamunes gilt und den „10 großen Schülern Masamunes“ (Masamune Jutetsu) zugerechnet wird. Sadatsuna selbst lebte wohl von 1352 bis 1390, ihm folgten noch zwei weitere Generationen, die den Namen Sadatsuna und seine Arbeit wahrscheinlich bis ins Jahr 1460 fortführten. Insgesamt erstreckt sich die Iwami-Naotsuna-Sadatsuna-Schmiede-Schule über 200 Jahre über einen Zeitraum von 1332 bis ca. 1532 und insgesamt mehr als 45 Schmiede.
In seinem Stil spiegeln sich noch etliche Einflüsse Masamunes, vor allem in der Vielfältigkeit der Arbeiten, wider. Insgesamt überwiegen Einflüsse von Soshu-den, aber auch Mino-den, eine insgesamt mächtige Erscheinung der Klinge (Sugata), der Hamon mit starkem Nie, Sunagashi und zumeist in Gunome Midare oder Suguha gehalten. Die Hada der Klinge ist Itame, mit viel Nie und auch Chikei.
Er signierte seine Arbeiten mit „Sekishū Izuha ju Sadatsuna“ 石州出羽住貞綱. Die allermeisten Klingen waren Tachi oder Nagamaki, die aufgrund der Änderungen in der Kriegsführung in den späteren Jahrhunderten zu Katana gekürzt wurden (Suriage bzw. O-Suriage). So ging die Signatur (Mei) leider bei dem Großteil seiner Arbeiten verloren.
Sadatsuna hat etliche Klingen produziert, die heute von der NBTHK als „Juyo“ (en. Important work with considerable prestige) eingestuft sind und somit bei Sammlern und Museen außerordentlich beliebt und geschätzt sind. 
Außerdem sind in allen gängigen Formaten Bewertungen zu Sadatsuna zu finden:
- Hawley: 90 Punkte
- Toko Taikan: ¥5 Mio.
- Fujishiro: jō-saku